# Peter Atkins
Peter William Atkins (nacido el 10 de agosto de 1940 en Amersham, Buckinghamshire) es un químico inglés y profesor de química en Lincoln College de la University of Oxford hasta su retiro en el año 2007. Es un escritor prolífico de libros de texto de química entre los que se incluye la Química física, la Química inorgánica y la Mecánica cuántica molecular, tres libros de texto muy populares en el mundo. La Química física de Atkins, de la que actualmente es coautor junto con Julio de Paula (Haverford College), tiene numerosas ediciones. También está reeditada la Química cuántica (Mecánica cuántica molecular - Molecular Quantum Mechanics). Atkins es también autor de numerosos trabajos de divulgación científica, entre los que destacan Las moléculas de Atkins (Atkins' Molecules) y El dedo de Galileo. Las diez grandes ideas de la ciencia (Galileo's Finger: The Ten Great Ideas of Science).

## Biografía
Peter Atkins dejó los estudios a los 15 años por 'razones personales' y comenzó a trabajar en la empresa Monsanto como asistente de laboratorio. Estudió por su cuenta con el objeto acceder a la Universidad Southampton pero antes de conseguir la plaza y después de una entrevista, recibió la comunicación favorable de la Universidad de Leicester.
Atkins estudió química en la Universidad de Leicester, obteniendo el grado (bachelor's degree) en química, y en 1964, el grado de doctor en Filosofía por sus investigaciones en Resonancia paramagnética electrónica, y otros aspectos de la teoría química. En 1969 consiguió la Medalla Meldola (Meldola Medal) de la Royal Society of Chemistry. Atkins enseñó química física en la UCLA, y después en el Lincoln College, Oxford, donde investigó y enseñó hasta su retiro en el año 2007.
Atkins se casó con Judith Ann Kearton en 1964. En 1970 tuvieron una hija, Juliet Louise Tiffany. Se divorciaron en 1983. En 1991 volvió a casarse con la científica y colega Susan Greenfield de la que se divorció en 2005.
Atkins ha impartido cursos de mecánica cuántica y química cuántica en la Universidad de Oxford.

## Religión
Atkins es un declarado ateo y defensor de Richard Dawkins. Ha escrito sobre lo que considera una expresión del humanismo, el ateísmo, que entiende como resultado de la incompatibilidad entre ciencia y religión. Según Atkins, mientras que la religión desprecia la capacidad de comprensión humana, la ciencia la respeta. Atkins también ha participado en debates con distintos teístas como por ejemplo Alister McGrath y William Lane Craig. Es miembro 'senior' de la Sociedad secular de Oxford (Oxford Secular Society) y socio honorario de la Sociedad Nacional Laica.
En diciembre de 2006, Atkins apareció en la televisión del Reino Unido en el documental El problema con el ateísmo (The Trouble with Atheism), presentado por Rod Liddle. En ese documental Liddle pidió a Atkins su opinión sobre la existencia de Dios y Atkins contestó: Es bien sencillo, no existe. Y no hay evidencia de que exista, ni razón para creer que exista, y por eso no puedo creer en su existencia. Y pienso que es absurdo pensar que existe ('Well it's fairly straightforward: there isn't one. And there's no evidence for one, no reason to believe that there is one, and so I don't believe that there is one. And I think that it is rather foolish that people do think that there is one').
En 2007, la posición de Atkins respecto a la religión fue descrita por Colin Tudge en un artículo del periódico The Guardian como no científica y Atkins fue descrito como un representante de una línea todavía más dura que Richard Dawkins, así como de no hacer caso, deliberamente, del famoso adagio de Peter Medawar que indica que la La ciencia es el arte del soluble (Science is the art of the soluble).
Atkins volvió a aparecer en 2008 en el polémico documental Desechado: ninguna inteligencia permitida (Expelled: No Intelligence Allowed) en el que dijo al entrevistador Ben Stein que la religión era 'una fantasía', particularmente vacía de cualquier contenido racional y explicativo y también que era mala.

## Publicaciones
En inglés:
- 1967 - Atkins, Peter William; Martyn C. R. Symons The Structure of Inorganic Radicals: An Application of Electron Spin Resonance to the Study of Molecular Structure, Elsevier Pub. Co., ISBN 0-444-40020-6, ISBN 978-0-444-40020-8
- 1972 ----, L. T. Muus Electron Spin Relaxation in Liquids, Plenum Press, ISBN 0-306-30588-7, ISBN 978-0-306-30588-7
- 1976 ---- Quanta: A Handbook of Concepts, Oxford University Press, ISBN 0-19-855494-X, ISBN 978-0-19-855494-3
- 1989 ----- General Chemistry, Scientific American Books, ISBN 0-7167-1940-1, ISBN 978-0-7167-1940-3
- 1991 ---- The Creation, W.H. Freeman, ISBN 0-7167-1350-0, ISBN 978-0-7167-1350-0
- 1991 ---- Molecules W.H. Freeman, ISBN 0-7167-6004-5, ISBN 978-0-7167-6004-7
- 1990 ---- Solutions manual for Physical chemistry, W.H. Freeman, 1990, ISBN 0-7167-2109-0, ISBN 978-0-7167-2109-3
- 1993 ---- Creation revisited, W.H.Freeman & Co Ltd, ISBN 0-7167-4500-3
- 1993 ---- Molecules, W. H. Freeman & Company Ltd, ISBN 0-7167-5032-5, ISBN 978-0-7167-5032-1
- 1995 ---- The Periodic Kingdom: A Journey Into the Land of the Chemical Elements, BasicBooks, ISBN 0-465-07265-8, ISBN 978-0-465-07265-1
- 1998 ---- Physical Chemistry W H Freeman & Co Ltd, ISBN 0-7167-2871-0, ISBN 978-0-7167-2871-9
- 2003 ---- Atkins' Molecules, Cambridge University Press, ISBN 0-521-53536-0 ISBN 978-0-521-53536-6 Vistra previa restringida en Google books
- 2004 ---- Galileo's Finger: The Ten Great Ideas of Science, Oxford University Press, ISBN 0-19-860941-8. Vista previa restringida en Google books
- 2005 ---- Molecular Quantum Mechanics, Oxford University Press, ISBN 0-19-927498-3, ISBN 978-0-19-927498-7
- 2006 ----, De Paula, Julio. Physical Chemistry W H Freeman & Co Ltd, ISBN 0-7167-5662-5, ISBN 978-0-7167-5662-0
- 2006 ----, Shriver, Duward F.; Overton, Tina; Armstrong, Fraser A. Shriver & Atkins Inorganic Chemistry Oxford University Press, ISBN 0-19-926463-5, ISBN 978-0-19-926463-6
- 2007 ---- Four Laws That Drive the Universe Oxford University Press, ISBN 0-19-923236-9

En español:
- 1983 ---- La creación (Juan Pedro Acordagoicoechea Goicoechea, trad.), Labor, ISBN 84-335-0267-0
- 1994 ---- La creación (Juan Pedro Acordagoicoechea Goicoechea, trad.), RBA Editores, ISBN 84-473-0274-1, ISBN 978-84-473-0274-1
- 1985 ---- Físicoquímica Fondo Educativo Interamericano
- 1986 ---- Principios de Fisicoquímica, (Clusgton, M.J. ), Addison-Wesley Iberoamericana, 1986, ISBN 968-858-076-7, ISBN 978-968-858-076-9
- 1991 ---- Química general, Omega, ISBN 84-282-0892-1
- 1992 ---- La segunda ley (David Jou, Josep Enric Llebot Rabagliati, José Casas-Vázquez, trads.) Prensa Científica, ISBN 84-7593-033-6, ISBN 978-84-7593-033-6
- 2003 ---- Como crear el mundo (Jordi Beltrán, trad.), Crítica, 2003, ISBN 84-7423-689-4, ISBN 978-84-7423-689-7
- 2008 ---- El dedo de Galileo: Las diez grandes ideas de la ciencia (Inés Belaustegui Trías, Carmen Martínez Gimeno, trads.) Espasa Calpe, ISBN 978-84-670-2720-4
- 2008 ---- Las cuatro leyes del universo (Jesús Fabregat, trad.), Espasa Calpe, ISBN 978-84-670-2827-0
- 2008 ---- Química inorgánica,(Shriver, Duward F.), México D. F. McGraw-Hill/Interamericana, (4ª edición inglesa 2006), 1ª español, ISBN 978-970-10-6531-0
- 2008 ---- Química física , Editorial Médica Panamericana, 8º, ISBN 978-9500612487
- 2012 ---- Principios de Química: Los Caminos Del Descubrimiento, (Loretta Jones, María I Gismondi, trads. - Chemical principles), Editorial Médica Panamericana, 5º ed., ISBN 978-9500602822